# Ləkit Kötüklü
Ləkit Kötüklü är en ort i Azerbajdzjan.   Den ligger i distriktet Qax Rayonu, i den norra delen av landet, 280 km väster om huvudstaden Baku. Ləkit Kötüklü ligger 973 meter över havet och antalet invånare är 243.
Terrängen runt Ləkit Kötüklü är bergig österut, men västerut är den kuperad. Närmaste större samhälle är Qax, 11,1 km söder om Ləkit Kötüklü. 
I omgivningarna runt Ləkit Kötüklü växer i huvudsak lövfällande lövskog. Runt Ləkit Kötüklü är det ganska glesbefolkat, med 35 invånare per kvadratkilometer.